# آگوستین بوزات
آگوستین بوزات (اسپانیایی: Agustín Bouzat‎؛ زادهٔ ۲۸ مارس ۱۹۹۴) بازیکن فوتبال اهل آرژانتین است.

## باشگاهی
از باشگاه‌هایی که در آن بازی کرده‌است می‌توان به باشگاه فوتبال بوکا جونیورز اشاره کرد.